# Edgar Daniel González
Edgar Daniel González Brítez (Asunción, Paraguai, 4 d'octubre del 1979) és un ex-futbolista paraguaià.

## Carrera
En el juny del 2007, González va ser triat per la selecció de futbol de Paraguai que va competir en la Copa Amèrica de futbol 2007. Després d'eixe torneig, va ser traspassat a l'equip argentí de l'Estudiantes de La Plata. No tenint oportunitat de jugar, es va anar cedit a l'Olimpia. En setembre, González va ser de nou cedit a l'Alianza Lima.